# Newsteadia southafricensis
Newsteadia southafricensis är en insektsart som beskrevs av Miller och Ferenc Kozár 2002. Newsteadia southafricensis ingår i släktet Newsteadia och familjen vaxsköldlöss. Inga underarter finns listade i Catalogue of Life.